# Corpul fracțiilor
În algebra abstractă, corpul fracțiilor unui domeniu de integritate este cel mai mic corp în care acesta poate fi încorporat. Construcția corpului fracțiilor este modelată pe relația dintre domeniul de integritate al numerelor întregi și corpul numerelor raționale. Intuitiv, este format din raporturi între elementele domeniului de integritate.
Corpul fracțiilor din {\displaystyle \mathbb {R} } este uneori notat cu {\displaystyle \operatorname {Frac} (R)} sau {\displaystyle \operatorname {Quot} (R)} iar construcția este uneori numită corp de fracții, corpul coeficienților sau corp de coeficienți. Toate aceste denumiri nu trebuie confundate cu factorizarea inelului factor printr-un ideal al său, care este o noțiune diferită. Pentru un inel comutativ care nu este un domeniu de integritate, o construcție asociată este localizarea sau inelul de coeficienți.

## Definiție
Fiind dat un domeniu d integritate {\displaystyle R^{*}=R\setminus \{0\}.} Se definește relația de echivalență pe {\displaystyle R\times R^{*}} lăsând {\displaystyle (n,d)\sim (m,b)} oricând {\displaystyle nb=md}. Se notează clasa de echivalență a {\displaystyle (n,d)} cu fracția {\displaystyle {\frac {n}{d}}}. Această noțiune de echivalență este motivată de numerele raționale {\displaystyle \mathbb {Q} }, care au aceeași proprietate față de inelul întregilor subiacent {\displaystyle \mathbb {Z} }.
Atunci corpul fracțiilor este mulțimea {\displaystyle {\text{Frac}}(R)=(R\times R^{*})/\sim } cu adunarea dată de
{\displaystyle {\frac {n}{d}}+{\frac {m}{b}}={\frac {nb+md}{db}}}  
și înmulțirea dată de
{\displaystyle {\frac {n}{d}}\cdot {\frac {m}{b}}={\frac {nm}{db}}}
Se poate verifica că aceste operații sunt bine definite și că, pentru orice domeniu de integritate {\displaystyle R}, {\displaystyle {\text{Frac}}(R)} este într-adevăr un corp. În special pentru {\displaystyle n,d\neq 0}, inversul înmulțirii lui {\displaystyle {\frac {n}{d}}} este așa cum era de așteptat: {\displaystyle frac{d}{n}\cdot {\frac {n}{d}}=1}.
Încorporarea {\displaystyle R} în {\displaystyle \operatorname {Frac} (R)} aplică fiecare {\displaystyle n} din {\displaystyle R} pe fracția {\displaystyle {\frac {en}{e}}} pentru orice {\displaystyle e\in R} diferit de zero (clasa de echivalență este independentă de opțiunea {\displaystyle e}). Aceasta este modelată pe identitatea {\displaystyle {\frac {n}{1}}=n}.
Corpul fracțiilor lui {\displaystyle R} este caracterizat prin următoarea proprietate universală:
dacă {\displaystyle h:R\to K} este un omomorfism de inele injectiv al {\displaystyle R} pe corpul {\displaystyle K}, atunci există un omomorfism de inele unic {\displaystyle g:\operatorname {Frac} (R)\to K} care extinde {\displaystyle h}.
Există o interpretare categorială a acestei construcții. Fie {\displaystyle C} categoria domeniilor de integritate și a aplicațiilor inelului injectiv. Functorul lui {\displaystyle C} la categoria corpurilor care asociază oricare domeniu de integritate cu corpul său al fracțiilor și oricare omomorfism la aplicația indusă pe corpuri (care există prin proprietatea universală) este adjunctul la stânga al subcategoriei categoriei corpurilor pe {\displaystyle C}. Astfel, categoria corpurilor (care este o subcategorie completă) este o subcategorie reflexivă a lui {\displaystyle C}.
Pentru domeniul de identitate nu este necesar un element neutru; această construcție poate fi aplicată oricărui inel nenul comutativ rng {\displaystyle R} fără niciun divizor al lui zero. Încorporarea este dată de {\displaystyle r\mapsto {\frac {rs}{s}}} pentru orice {\displaystyle s\in R} diferit de zero.

## Exemple
- Corpul fracțiilor inelului întregilor este corpul numerelor raționale, {\displaystyle \mathbb {Q} =\operatorname {Frac} (\mathbb {Z} )}.
- Fie {\displaystyle R:=\{a+b\mathrm {i} \mid a,b\in \mathbb {Z} \}} inelul întregilor gaussieni. Atunci {\displaystyle \operatorname {Frac} (R)=\{c+d\mathrm {i} \mid c,d\in \mathbb {Q} \}} este corpul numerelor raționale gaussiene.
- Corpul fracțiilor unui corp este izomorf cu corpul însuși.
- Fiind dat corpul {\displaystyle K}, corpul fracțiilor inelului de polinoame unui {\displaystyle K[X]} nedeterminat (care este un domeniu de integritate), se numește corpul funcțiilor raționale sau corpul fracțiilor raționale[13][14][15] și este notat {\displaystyle K(X)}.